# Романівська Марія Михайлівна
Марі́я Миха́йлівна Романі́вська (28 липня 1901, с. Єрки Миргородського повіту Полтавської губернії —21 вересня 1983, Харків) — українська письменниця, поетеса, сценаристка та казкарка. Член літературного об'єднання «Плуг».

## Біографія

Батько письменниці, протоієрей Михайло Романівський

Марія Михайлівна Романівська народилася 28 липня 1901 року в селі Єрки Миргородського повіту Полтавської губернії. Була однією з доньок у сім'ї вчительки і священика, уродженця Зінькова. З 20 лютого 1894 року Михайло Вікторович Романівський служив у Георгіївському храмі Єрків. 12 серпня 1908 року призначений настоятелем соборної Михайлівської церкви у Зінькові та місцевим громадським благочинним. Протоієрей (1908). З невеликою перервою служив у Зінькові до початку 1930-х. За напівофіційною версією покінчив життя самогубством. Нагороджений багатьма церковними відзнаками.
Закінчила Зіньківську жіночу гімназію (1918 рік). Була серед активних учасників літературного товариства гімназії, часто виступала з читанням віршів відомих поетів та своїх власних. Брала активну участь у виданні рукописного журналу, що виходив у гімназії.
Працювала вчителькою музичної грамоти, музичним керівником при агітбригаді червоноармійського полку, в редакції газети «Вісті».
Одна з найвідоміших повістей Романівської «Марійка», що розповідає про пригоди сільської дівчинки-сироти у місті голодного 1921 року, написана з вражень про перебування у Зінькові. Про це, зокрема, свідчать численні назви населених пунктів Зіньківщини.
1921 року вступила до Харківського музичного технікуму. Потім навчалась на Харківських вищих музичних курсах (1922–1926).
До 1932 року Марія Романівська працювала в кінематографії. 1925 року за її сценарієм на Одеській кіностудії було поставлено фільм «Марійка». Зіграла у стрічках: «Гамбург» (1926, фрау Дарт), «Черевички» (1927, шинкарка).
1941 закінчила Харківський університет марксизму-ленінізму.

## Творчість

### Загальні відомості
В Зіньківській гімназії сиділа за однією партою з Галиною Губенко — молодшою сестрою Остапа Вишні. З уже відомим на той час гумористом познайомилася під час свого перебування у Харкові. У нарисі «Ясні усмішки» Романівська зазначає, що
|  | усмішка Остапа Вишні благословила і мій шлях до літератури. |

Друкувалася з 1922 року. В 1920-х у пресі з'являються вірші Романівської. У Харкові зближується з представниками «Плуга» і «Гарту», пише художні нариси про представників цих літературних об'єднань. Про ранній період своєї творчості письменника розповіла в спогадах «Зорі моєї юності».
З 1932 року — на літературній роботі.
Член Спілки письменників з 1934 року.
Була постійним членом наукової ради Палацу піонерів та школярів у Харкові.
Під час війни була в евакуації в Ленінабаді (Таджикистан), де працювала в газеті «Стахановец», опікувалась дітьми-сиротами, готувала радіопередачі, видала книжечку для дітей російською мовою «Подарок Мамлакат». Враження про своє перебування в Таджикистані описала в повісті «Червоний тюльпан» (1957).
У післявоєнні роки тривалий час очолювала секцію дитячої літератури Харківської письменницької організації.

### Фантастичне у творчості Марії Романівської
На початку 1930-х зацікавилася фантастикою. Стала однією з перших українських жінок-фантастів. У науково-фантастичній повісті «Загнуздані хмари» (1936) мова йде про винахід, що здатний керувати погодою. В 1937 році публікує оповідання «Таємниче зникнення», написене у співавторстві з доктором фізико-математичних наук Я. Каном. У повісті «Шахти в небі» (1940) розповідається про використання енергії вітру у зволоженні пустель Середньої Азії. У науково-популярному нарисі «Вітер» (1950) Романівська продовжує тему використання енергії вітру.
Задумана як науково-фантастична повість «На верхів'ях холоду» (1960) у результаті була перероблена письменницею в науково-популярну. Ідея наденергетичного палива, яке б отримувалося кріогенними методами й використовувалося для міжзоряних перельотів, виявилася нездійсненною на практиці.

## Вибрані твори

### Роман
- 1966 — Любов і мир

### Збірки
- 1941 — Маскарад
- 1958 — Загнуздані хмари
- 1962 — Вибране
- 1969 — Рятівне коло
- 1977 — Зорі моєї юності
- 1981 — Повісті
- 1981 — Сердита черепашка

### Повісті
- 1930 — Марійка
- 1936 — Загнуздані хмари
- 1940 — Шахти в небі

Дилогія:
1. 1950 — Високий літ
2. 1956 — Червоний тюльпан

- 1950-і — Хлопчик, що не вмів сміятися
- 1960 — На верхів'ях холоду
- 1968 — Добрий Юр
- 1969 — Рятівне коло

### Оповідання
- 1929 — Цікавість
- 1930 — Напровесні
- 1937 — Батько
- 1938 — Його помилка
- 1939 — Моя провина
- 1943 — Подарок Мамлакат(рос.)
- 1944 — Рятівне коло
- 1944 — Клопоти сестри Макарочки
- 1944 — У Нари Петрівни
- 1951 — Альбіна
- 1956 — Ганнуся
- 1950-і — Бунт
- 1950-і — Дезі
- 1950-і — Дочь вора(рос.)
- 1950-і — Жовта квіточка
- 1950-і — Продані душі
- 1950-і — Фіалки в порту
- 1950-і — Хлопчик із Італії
- 1950-і — Негреня

### Казки
- 1929 — Мурашина перемога
- 1944 — Катруся-будівниця
- 1957 — Чарівний галстук
- 1950-і — Блюдо старої Файзі Бібі
- 1957 — Твёрдий характер(рос.)
- 1959 — Болотна солов'їха
- 1978 — Любина мандрівка
- 1981 — Сердита черепашка
- 1981 — Казка про Варку-брехуху і змію-чарівницю
- 1981 — Рожевий палац

### П'єси
- 1941 — Нежить лейтенанта Швайнера
- 1940-і — Мухамед Ібрагімов
- 1941 — Івась-підлиза, або Жульчин хвіст

### Нарис
- 1946 — Вітер

## Переклади
Деякі твори Романівської перекладалися на англійську та російську мови:
- Maria Romanivska. Fairy Tales / Valentin Malinka (Illustrator), Anatole Bilenko (Translator). — Kiev: Dnipro Publishers, 1985. — 24 s.(англ.)
- Мария Романовская. Обузданные тучи: Научно-фантастические повести / Пер. С. Шульженко; Рис. О. О. Александрова. — М.: Алатырь, 2017. — 336 с. — (Библиотека приключений и научной фантастики).(рос.)